# Marcel Jobin
Marcel Jobin, född 3 januari 1942, är en friidrottare från Kanada. Han deltog vid olympiska sommarspelen 1976 och olympiska sommarspelen 1984.